# Aeroportul Internațional Melaka
Aeroportul Internațional Melaka (IATA: MKZ, ICAO: WMKM) este un aeroport din Batu Berendam⁠(d), Malacca, Malaysia ce deservește zona Malacca. Aeroportul a fost tranzitat în 2021 de 0 pasageri. A fost numit după zona deservită.
Situat la o altitudine de 12 m, aeroportul dispune de 1 pistă. Este operat de Malaysia Airports⁠(d).

## Infrastructură

### Piste
Aeroportul dispune de o singură pistă. Pista are orientarea 03/21. 